# الجمري (السدة)

تعديل مصدري - تعديل

الجمري هي إحدى قرى عزلة الزعلاء بمديرية السدة التابعة لمحافظة إب، بلغ تعداد سكانها 807 نسمة حسب تعداد اليمن لعام 2004.